# Bořetice (Červené Pečky)
Bořetice (německy Borschetitz) jsou místní částí městysu Červené Pečky ve Středočeském kraji v okresu Kolín. Ves se rozprostírá podél Vysockého potoka ústícího do návesního rybníka. Bořetice leží v katastrálním území Bořetice u Kolína o rozloze 1,98 km².

## Historie
První písemná zmínka o vesnici pochází z roku 1511.

## Pamětihodnosti
Severně od vesnice, nad jižním okrajem Ratboře se dochovaly nevelké pozůstatky bořetického hradiště z doby halštatské. U jihozápadního cípu rybníka stojí kaple zasvěcená svatému Janu Nepomuckému a vedle něj roste památná 250 let stará lípa velkolistá s obvodem kmene cca 450 centimetrů.